# Alchemilla sericoneura
Alchemilla sericoneura es una especie de planta del género Alchemilla, perteneciente a la familia Rosaceae.

## Taxonomía
Alchemilla sericoneura fue descrita por Robert Buser en 1894.

## Distribución
Se encuentra en el territorio de Austria, Alemania, Italia y Suiza.